# Giuse Cao Gia An
Giuse Cao Gia An, S.J. (sinh năm 1981) là một linh mục  thuộc Giáo hội Công giáo Rôma, nhà thơ và người dẫn chương trình người Việt Nam. Trong tư cách nhà thơ, ông sử dụng hai bút danh Gia An S.J. và Lưu Minh Gian (giai đoạn đầu). 

## Tiểu sử
Linh mục Cao Gia An sinh năm 1981 tại Đồng Nai, Việt Nam, với địa bàn tôn giáo thuộc về Giáo phận Xuân Lộc. Khoảng năm 2003, cậu An chính thức tu trì với tư cách chủng sinh Dòng Tên tại Tập Viện Thánh Tâm Việt Nam. Trong quá trình tu học, chủng sinh An tu học hai năm Tập Viện tại Tam Hà, ba năm Triết học ở Học Viện Thánh Giuse Thủ Đức. Sau khi rời Học viện Thủ Đức, chủng sinh An thực tập tại RadioVaticana trong vòng hai năm, sau đó tiếp tục theo học Thần học tại Đại Học Giáo Hoàng Gregoriana, Rôma trong vòng ba năm sau đó.
Ngày 2 tháng 4 năm 2013, chủng sinh Cao Gia An được truyền chức Phó tế tại Rôma. Phó tế An và Phó tế Kha của Dòng Tên Việt Nam là hai phó tế đầu tiên được truyền chức tại Rôma sau năm 1975. Phó tế An, cùng 8 phó tế khác, được truyền chức linh mục ngày 21 tháng 8 năm 2014 bởi Tổng giám mục Tổng giáo phận Thành phố Hồ Chí Minh Phaolô Bùi Văn Đọc, tại Học viện Thánh Giuse, Dòng Tên. Tân linh mục đã đồng tế lễ tạ ơn vào sáng ngày 22 tháng 8.
Linh mục Cao Gia An là Tiến sĩ Chú giải Kinh Thánh người Việt Nam đầu tiên, và ông đã bảo vệ luận án của mình tại Rôma, Ý. Gia đình ông nội linh mục An từng sinh sống tại Giáo xứ Phú Hòa, thuộc Giáo phận Qui Nhơn và gia đình đã di cư vào phía Nam. Sau khi thụ phong linh mục, linh mục An đã cử hành lễ tạ ơn tại giáo xứ nguyên quán vào tháng 10 năm 2014.
Linh mục Gia An hiện đang giảng dạy môn Ngôn sứ tại Học viện Dòng Tên Việt Nam.

## Thơ ca và sách đã xuất bản
Trước khi trở thành linh mục, linh mục An sử dụng bút danh Lưu Minh Gian. Theo nhà thơ Mai Văn Phấn, thơ lục bát của linh mục An là một hiện tượng nổi bật trong văn học đương đại thuộc mảng đề tài Công giáo Việt Nam. Ông sáng tác thơ bằng nhiều thể loại thơ, viết truyện ngắn, tùy bút và tiểu thuyết, và kể cả sáng tác nhạc. Linh mục An được đánh giá đã dùng thủ pháp “vòng sóng quy tâm” để hướng [nội dung] về tâm điểm là Thiên Chúa, hòa quyện giữa đời sống và đức tin Công giáo. Cũng theo nhà thơ Mai Văn Phấn, Huệ trong đêm, truyện ngắn của tác giả Cao Gia An đã được chuyển thể thành phim Huệ đêm, gây tiếng vang trong và ngoài giới Công giáo. Phim Huệ đêm đã được chính thức ra mắt tại Gò Vấp vào giữa tháng 11 năm 2016, và được chính thức đưa lên nền tàng YouTube vào tháng 2 năm 2017.
Linh mục Cao Gia An từng tham gia dẫn chương trình Công giáo Trà Sữa Cùng Teen của kênh truyền thông YouTube Tổng giáo phận Sài Gòn.  Ông là người dẫn chương trình chính cho chuyên mục Năm Thánh - Năm Hồng Ân của Vatican News tiếng Việt, trong khuôn khổ năm thánh năm 2025 của Giáo hội Công giáo.
Sách đã xuất bản
- Hãy học cùng Giêsu (2014, Nhà xuất bản Antôn và Đuốc sáng).[12]
- Bạn đường Đức Giêsu (2014, Nhà xuất bản Antôn và Đuốc sáng). Đồng tác giả với tác giả Nguyễn Mai Kha.[13]
- Hoa phượng về trời (2014, Nhà xuất bản Tổng hợp Thành phố Hồ Chí Minh).[14]
- Hợp Tuyển Thần học, số 50 (2016, Nhà xuất bản Tôn giáo). Đồng tác giả với tác giả Phạm Tuấn Nghĩa và nhiều tác giả khác.[15]
- Tâm sự một loài hoa trên tường đá (2018, Nhà xuất bản Tôn giáo).[16]
- Bên ngoài cổng nhà thờ (2018, Nhà xuất bản Hồng Đức).[17]
- Lạy Chúa con đây! (2021, Nhà xuất bản Đồng Nai).[18]
- Mùa cứu rỗi (2021, Nhà xuất bản Đồng Nai).[19]
- Tình thơ trên phận người (2021, Nhà xuất bản Đồng Nai).[20]
- Tay trắng Tay Đen – Nhật ký Châu Phi (2024, Nhà xuất bản Đồng Nai).[21]
- Lạy Chúa! Ngài đã quyến rũ con (2024, Nhà xuất bản Đồng Nai).[22]